# イラク海軍
イラク海軍（Iraqi Navy、IqN）はイラク軍を構成する軍隊の一つ。その主な役割はイラクの海岸線と海洋資産の保護である。当初はイラク沿岸防衛隊（Iraqi Coastal Defense Force）と呼ばれており、2005年1月12日に現在の正式名称へと変更された。 
2011年2月時点で海軍には約5000人の水兵と海兵隊が所属しており、作戦本部、5つの海上小艦隊、2つの海兵隊大隊を構成している。 
ムハンマド・ジャワド海軍少将が率いる海軍は、バグダッドでアル・ウブール級哨戒艦艇を6隻建造する計画を有しており、2005年9月に最初の船が就航した。しかし、このプロジェクトは最終的にキャンセルされた。さらに1980年代にイタリアによってイラク向けに建設された2つのフィンカンティエリ550型コルベットは、2006年から2007年頃に納入される予定であった。しかし、これらの船は当初想定されていたよりも悪い状態にあることがわかり、イラク海軍は取引を再検討し、代わりに4つの新しくより小型に修正されたディシオッティ級艦船を購入することを余儀なくされた。 サダム・フセイン時代のイラク海軍が運用するイギリスのコルベット5隻とソ連の哨戒艦艇1隻は、1991年の湾岸戦争と2003年のイラク戦争でそれぞれ破壊された。 
イラク海軍は沿岸水域の防衛が主な任務であることから人、石油、武器の密輸を防ぎ、国の石油プラットフォームを保護するため主に哨戒艇が必要となり、これらは高速戦闘艇によって援護される場合がある。哨戒艇には他船舶へと乗船するための複合艇（RIB）を射出する機能が求められ、また巡視能力を向上させるヘリコプターを収容できる場合もある。イラク海軍は、2番目の海兵隊大隊を設立中である。2016年、イラク海軍は現在の艦隊を維持するために船舶保守会社に金銭を支払った。 
2019年、イラク国防省はバスラ県に新たな海軍基地「大ファヴ港」を設立するとの声明を発表し、同声明では大ファヴ港はイラク最大の軍事海軍基地になるとされている。 

## 歴史

### イラク王国
イラク海軍は1937年にバスラを拠点とする小さな4隻の部隊として設立された。1937年から1958年の間は主に河川を中心に活動していた。 

### イラク共和国（2003年以前）

2003年まで使用されていたバアス党時代のイラク海軍旗

1958年7月14日の革命後、イラク海軍は勢力を拡大し始めた。ウンム・カスル港を運用上の本拠地とし、アラビア湾海洋学アカデミーがバスラに設立され、戦争および工学海軍研究の学士号を提供した。1988年までに海軍は5000人の部隊に成長した一方で1980〜1988年のイラン・イラク戦争で果たした役割は比較的小さなものだった。海軍の多くは真珠作戦中に破壊された。 
1977年から1987年の間にイラク海軍はソビエト連邦からP-15対艦ミサイルで武装したオーサ型ミサイル艇を8隻受け取った。また、ルポ級フリゲート4隻とフィンカンティエリ550型コルベット6隻をイタリアから購入したが1990年のイラクのクウェート侵攻を受けた国際的な制裁によりこれらは引き渡されなかった。 
1991年の湾岸戦争でイラク海軍はほぼ完全に破壊された。部隊は19隻の船が沈没し6隻が損傷し、合計で100隻以上のイラクの艦船が破壊された。海軍は再建されることなくイラク戦争 （2003年）でほとんど役割を果たさなかった。1つの例外は、アルファオ攻撃中に米海軍と沿岸警備隊の部隊が巧妙にカモフラージュされた機雷敷設船をえい航するタグボート「Jumariya」と、それ自体が機雷敷設の機能が取り付けられているタグボート「Al Raya」の2隻の機雷艦艇を拿捕した。2002年後半までに残った部隊の大半は整備状態が劣悪で乗組員もまともに訓練されていなかった。1991年以降に残った部隊はすべて、主にチグリス川のサダムの宮殿を保るために使用された。

### イラク共和国（2003年以降）
2004年1月、イラク沿岸防衛隊（ICDF）が正式に最初の214人のボランティアの訓練を開始した。 
2004年9月30日に、ICFDはイラクの海岸線を守る責任を引き受け、実際の巡視任務が翌日の2004年10月1日に始まった。 
2008年11月11日、ムハンマド・ジャワド海軍少将はクウェート海軍基地で歴史的な法的拘束力のない「コール・アブド・アッラープロトコル（Khawr Abd Allah Protocols）」（KAAプロトコル）に署名した。このプロトコルは北部湾岸地域、特にイラク領海内でアルバスラ石油ターミナルの防衛とイラクの海上境界線の擁護のために活動する第158合同任務部隊を率いていた2008年のイギリス王立海軍の構想である。これらは、コール・アブド・アッラー水路でのクウェートとイラクの海軍間の衝突回避を支援する法的拘束力のない軍事協定で英国水路部の以前の海図に反映されており、「KAA相互運用海図（KAA Interoperability Admiralty Chart）」と改名された。 
プロトコルは、イギリス海兵隊の法廷弁護士によって開発、作成および調整が行われた。イギリス海軍のデビッド・ハモンド中佐は、クウェート海軍とイラク海軍の両方のトップ及びスタッフと共に働き、2008年5月8日にイギリスのフリゲート艦「チャタム」（F87）の艦上で最初の歴史的な会議を行った。 プロトコルは、バーレーンを拠点とするアメリカ海軍中央司令部の司令官ウィリアム・ゴートニー海軍中将の立会いの下、2008年11月11日にクウェート海軍基地で歴史的な批准と署名が行われ、両国間の協力と調整を強調するこの地域での揺るぎないサクセスストーリーであり続けている。 
2010年4月30日に、イラク海軍は、コール・アルアマヤとバスラの石油ターミナルならびにウンム・カスルとアル・ズバイル港の保護に対する責任を引き継いだ。 

## 組織

### 司令部
イラク海軍本部：バグダッド（キャンプ・ビクトリー）。 
ウンム・カスルに移転した可能性がある。 
運用本部：ウンム・カスル
- 戦術作戦センター：コール・アルアマヤプラットフォーム
- 戦術作戦センター：アルバスラプラットフォーム

海軍訓練センター：ウンム・カスル 
- NCOアカデミー
- Swiftboat乗員訓練コース

海事アカデミー：バスラ 
潜水艦隊：ウンム・カスル 
RHIB 
パトロール中隊：ウンム・カスル 
PS701、PS702、PS703、PS704、PB301、PB302、PB303、および5x U/I PB。 
パトロール中隊：計画中 
パトロール中隊：計画中 
パトロール中隊：計画中 
小船隊：ウンム・カスル 
アメリカのディフェンダー級哨戒艇の小艦隊。 
支援・補助艦艇：ウンム・カスル 

### 海兵隊
第一海兵隊特殊部隊大隊：バスラログシティ 
2010年12月に第一海兵隊と名付けられ、バスラログシティに移転した。2011年に定員に達する。 
- 第1海兵隊（ウルヴァリン）大隊：ウンム・カスル
- 第2海洋大隊：ウンム・カスル/アズ・ズバイル
- 第3海洋大隊：バスラログシティ
- 第一海兵隊基地支援ユニット：バスラログシティ

第2海兵旅団特殊部隊大隊：計画中 
予定 

### 拠点
ウンム・カスル：

## 人員

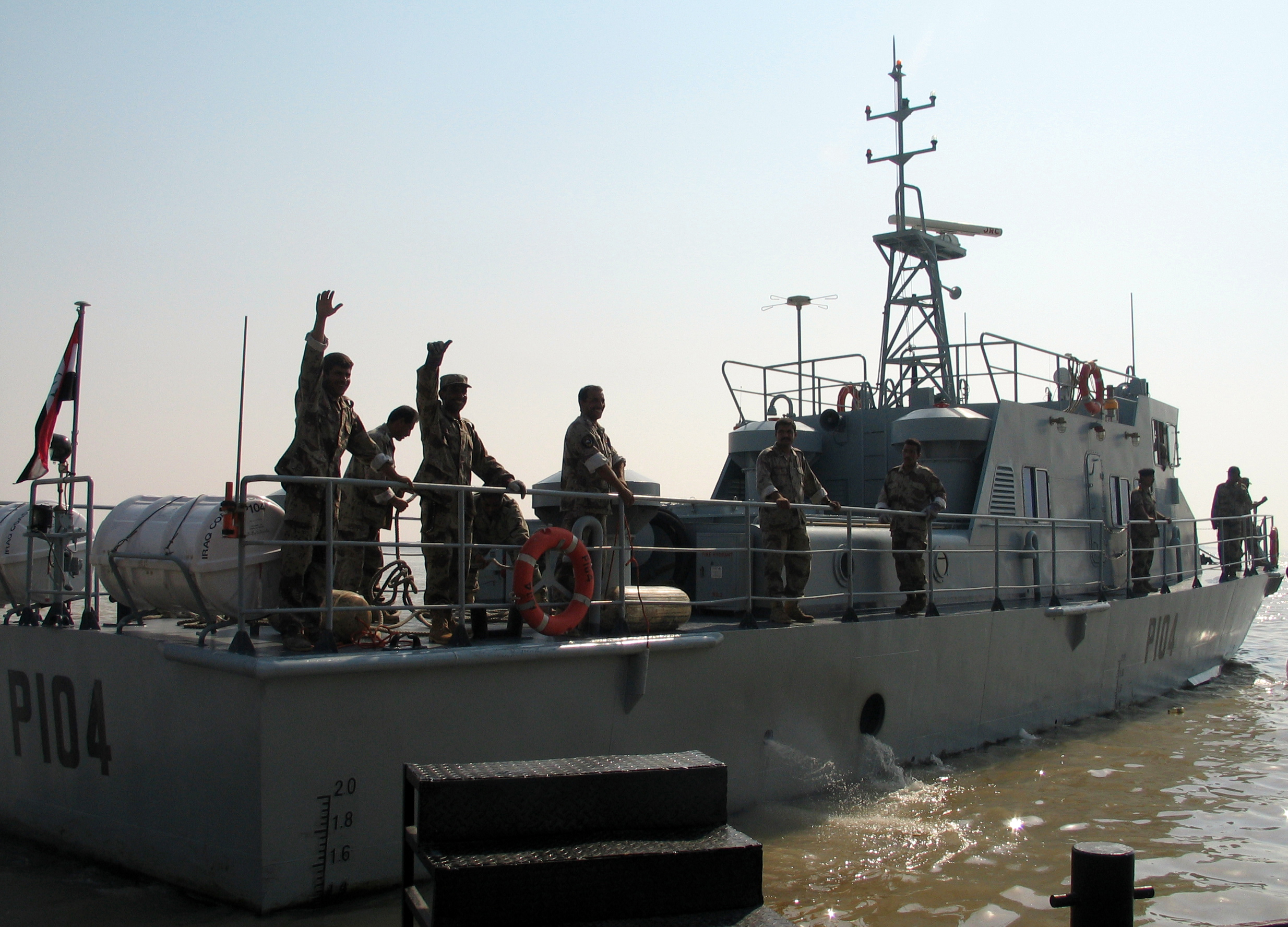
イラクのウンム・カスルで初の航海を祝うイラクの船員達（2004年9月30日）

石油掘削プラットフォームとウンム・カスル港を守るイラク海軍大隊（海兵隊）の800人に加えて、1500人の船員と士官がいる。 

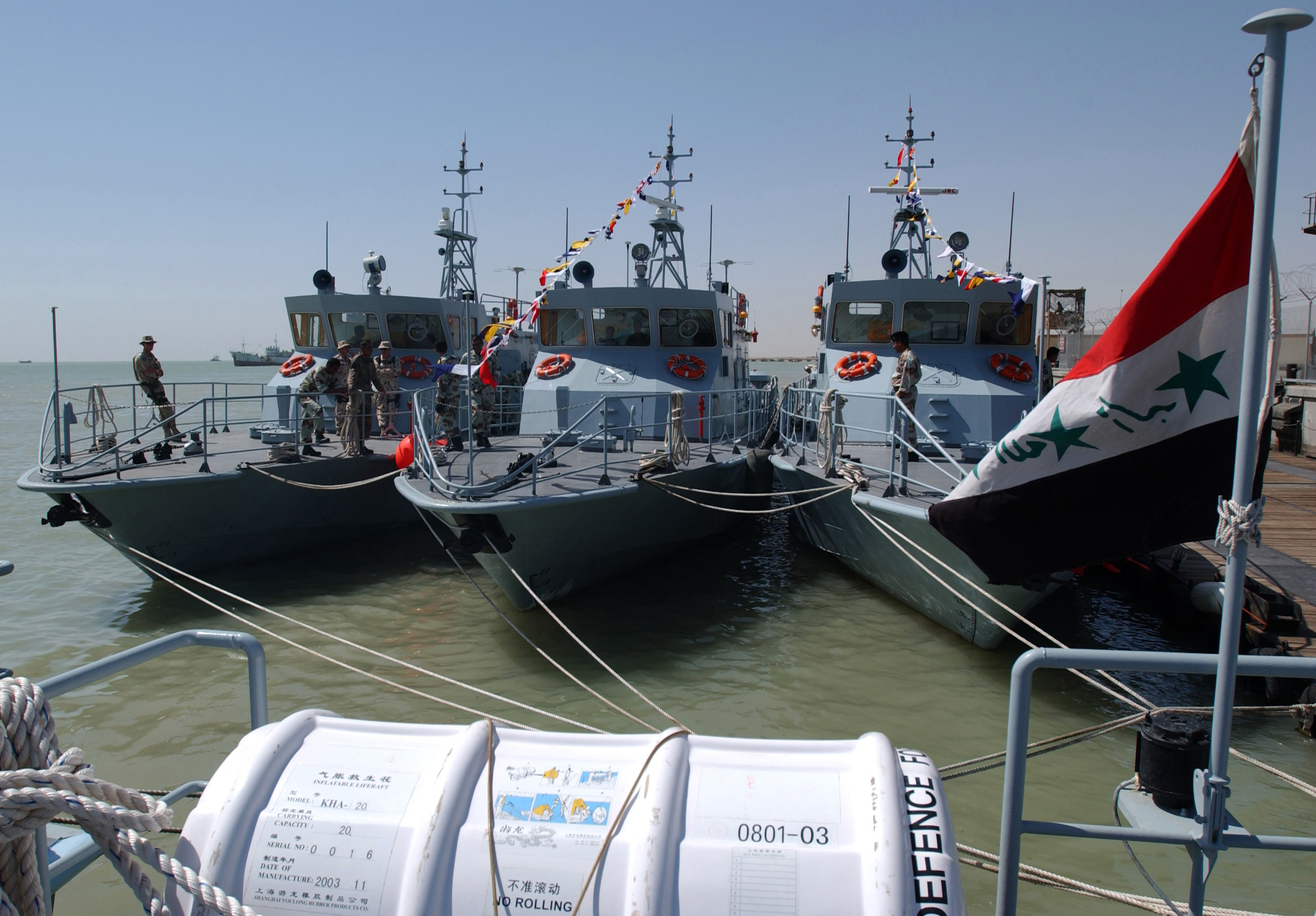
イラクのプレデター級哨戒艇（2004年）

| 司令官                   | 日付             |
| ------------------------ | ---------------- |
| アリ・フセイン・アリ中将 | 2009年から2016年 |
| Muafaq Najim Abid少将    | 2009年から現在   |

### 巡視および沿岸戦闘部隊
- 2× 63.3メートルフィンカンティエリ550型コルベット（F210）（F212）
- 4× 53.4メートルファタハ級海洋巡視船（PS 701）（PS 702）（PS 703）（PS 704）
- 2× 60メートルアルバスラ級海洋支援船 （OSV 401）および（OSV 402）
- 15× 35メートルSwiftships型35PB1208 E-1455（P-301）（P-302）（P-303）（P-304）（P-305）（P-306）（P-307）（P-308）（P-309）（P-310）（P-311）（P-312）（P-313）（P-314）（P- 315）
- 5× 27メートルプレデター級哨戒艇（P-101）（P-102）（P-103）（P-104）（P-105）
- 3× タイプ55SAT 特殊作戦支援・攻撃艇（P-1011）（P-1012）（P-1013）[10]
- アルミニウム高速艇24隻
- 複合艇10隻

### フィンカンティエリ550型コルベット
1980年代にイラクは合計6隻を注文したが、1991年の湾岸戦争後に課せられた武器禁輸措置の結果として納入されることはなかった。6隻のうち4隻は最終的に1995年10月にマレーシア王立海軍がラクシュマナ級コルベットとして購入し、残りの2隻はラ・スペツィアで棚上げにされていた。26年後の2017年5月19日に、残りの2隻がイラク海軍に引き渡されることが報じられた。２隻は最終的に半潜水式の重量物運搬船「Eide Trader」に乗せられて5月22日にラ・スペツィアを離れ、2017年6月にイラクに到着した。 

### サエッテアMk4級

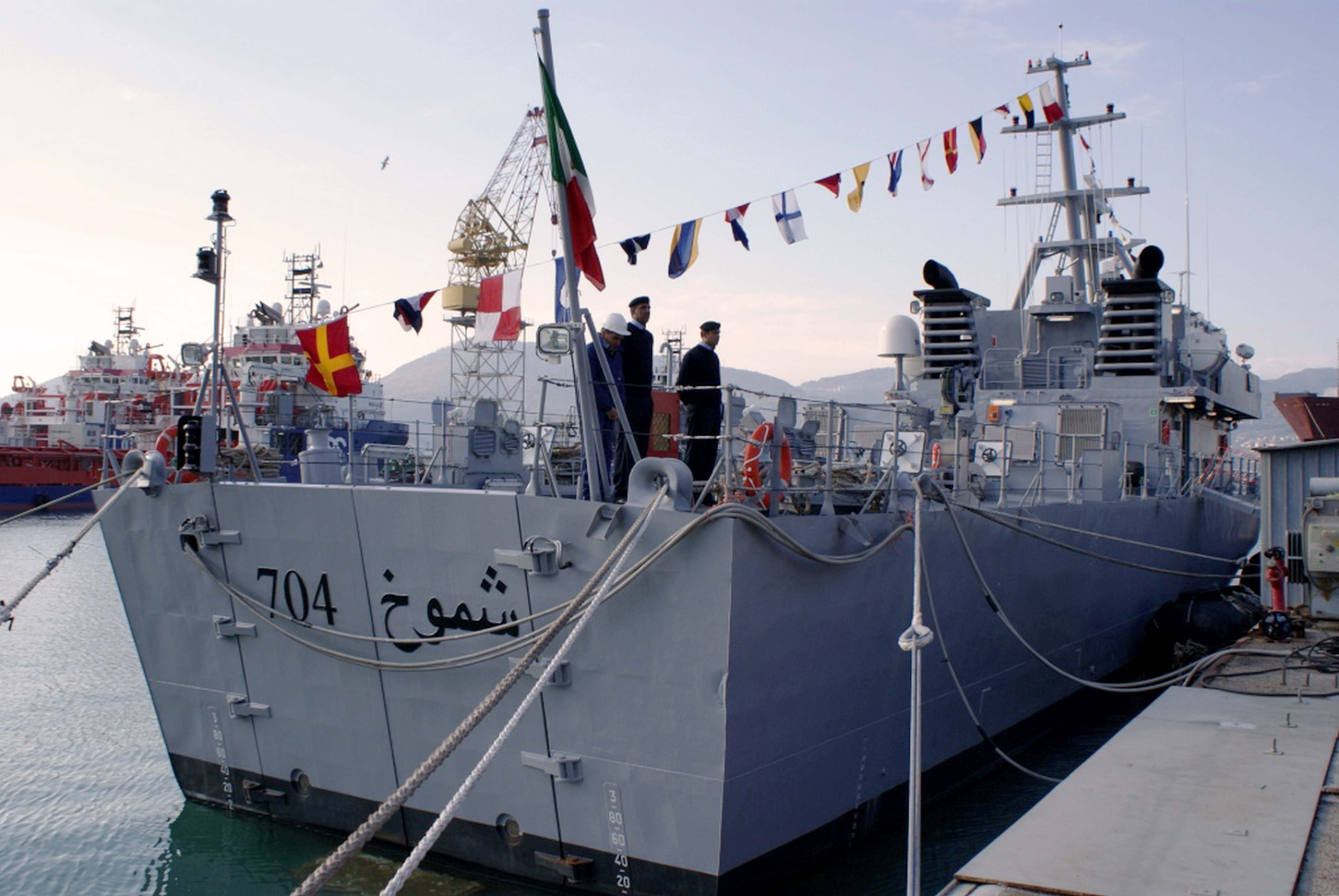
サエッテア型哨戒艇

2006年2月15日にイラク海軍は４隻のサエッテアMk.4級海洋巡視船の供給を受ける1億100万ドルの契約をイタリア政府と結んだ。 
これは元々イタリア沿岸警備隊が使用していた改修されたディシオッティ級の海洋巡視船である。船はリヴァ・トリゴゾのフィンカンティエリによって建造され、収容乗員数が38増加するなどの変更が加えられている。この契約には、各乗組員が7週間のトレーニングコースを完了する乗員訓練と後方支援の提供も含まれている。イタリア海軍との協力で各試運転乗員には、リヴォルノのアカデミーで1週間の艦橋シミュレータコースが提供される。 

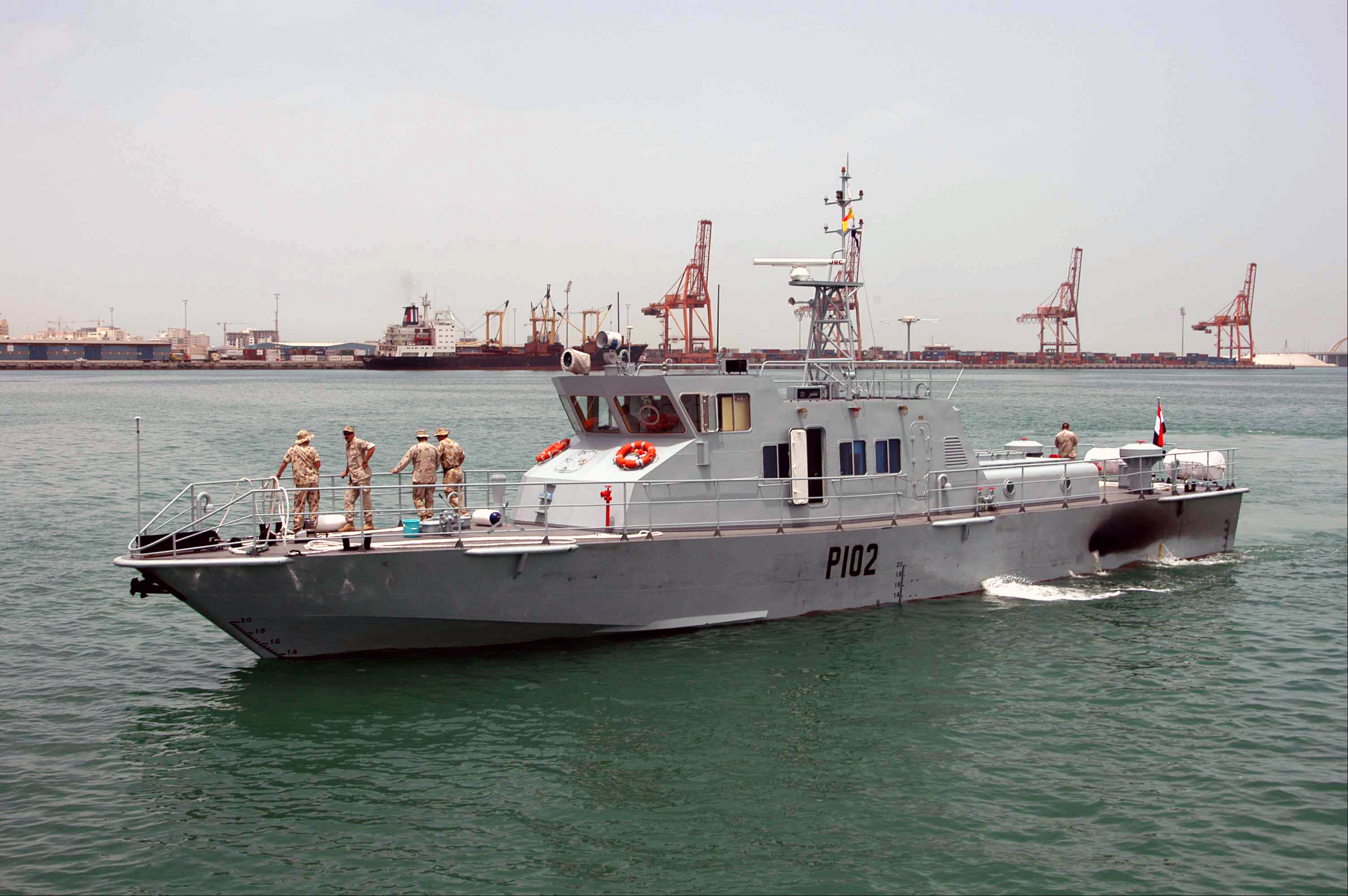
イラク海軍に引き渡される前のイラク巡視船（バーレーンのマナマ）

2009年5月に、最初の巡視船「Fatah」がラ・スペツィアのマジアーノ造船所で引き渡された。 乗組員は2009年1月以来訓練を受けており、それから地中海、スエズ運河と紅海を経由する20日間/5000海里のウンム・カスルへの旅に出発した。そこで追加の訓練を終えた後、船は新規乗組員の訓練役に戻る予定のイギリス海兵隊からパトロール任務を引き継いだ。船舶は、排他的経済水域のパトロール、海上交通の制御及び捜索救助および消火活動に使用される。 

### Swiftships
2009年9月、イラク海軍はルイジアナ州モーガンシティの造船企業Swiftshipsに対して、 モデル35PB1208 E-1455海洋巡視船9隻の建造に関する1億8100万ドルの契約を締結した。船舶は対外有償軍事援助（FMS）の下で購入された。イラク海軍は、年末までに2隻の60メートル海洋支援船を建造するための1億900万ドルの契約を締結する予定であり、FMSプログラムは8200万ドル貢献する。船舶は迎撃艇および60隻以上の高速攻撃艇に石油プラットフォームの安全を確保するための後方支援を提供する。 

### プレデター級
27メートルプレデター（NHS615）級哨戒艇５隻：（P-101）（P-102）（P-103）（P-104）（P-105）は武汉南华高速船舶工程股份有限公司によって建造され、2002年に引き渡された。これらの船は新生ICDFの最初の船であり、石油食料交換プログラムの下で購入されたが、軍事的適合性のために2003年までイラクに入国することを許可されなかった。船にはキャンバーとわずかなフォアシアーを備えた1つの連続したフリーボードメインデッキ、1つのデッキハウスと操舵室がある。メインデッキの下の船体は横隔壁によって4つのスペースに分割されている。海上試験条件下での船舶の速度は32ノットで乗員数は14人。

### タイプ55SAT型
2022年10月にENM Koreaに発注された特殊作戦支援・攻撃艇で、建造はトルコのアレス造船所が担当した。2024年12月に3隻（P-1011から1013）が納入され、2025年3月に就役。全長19.1メートル、喫水1メートルの全アルミ製で、2基のディーゼルエンジンを搭載しており、ウォータージェット推進で最大45ノットを発揮できる。武装にはアセルサン社のスタンプRWS1基と、12.7mm重機関銃2基を装備している。

### 支援船
- 海洋補給艦1隻 
  - アルシャムス（サン）： [18]

2006年9月、イラクの海運会社がイラクの水上輸送会社から購入した新しい船（アルシャムスまたはサン）を納入する。2010年3月、イラク海軍はフロリダ州タンパにある「RiverHawk Fast Sea Frames LLC」と60メートル海洋支援船2隻のFMSを通じた7000万ドルの契約を締結した。2隻は2012年12月20日に引き渡された。 
- 2× 60メートル海洋支援船 
  - 401 アルバスラ
  - 402 アルファイハ

## 今後の調達
伝えられるところでは、イラク海軍は海上偵察支援のために近い将来UAVのスキャンイーグルを購入する予定である。正確な数と納期は2012年1月の時点ではまだ不明である。

## 関連リンク
- イラク空軍
- イラク軍
- イラク海軍艦艇一覧